# Opération Walker
Pour plus de détails, voir Fiche technique et Distribution.
Opération Walker (titre original : Get a Clue, signifiant Obtenir un indice) est un téléfilm de la collection des Disney Channel Original Movie de 2002 réalisé par Maggie Greenwald pour Disney Channel.

## Synopsis
C'est l'histoire de Lexy, une adolescente de 16 ans, privilégiée par la vie. La jeune fille a passé la moitié de son temps parmi les riches à Manhattan, toujours en Prada et se vante de sa capacité à toujours trouver "le" scoop et de le publier dans les colonnes de "Rumeurs" le journal de l'école. Quand un de ses articles est publié (article sur la relation qu'entretiennent deux de ses professeurs), c'est le début de choses étranges. Lorsque l'un de ses professeurs disparaît, Lexy et ses amis, Jack, Jen, Gabe, commencent à mener l'enquête.

## Fiche technique
- Titre original : Get a Clue
- Titre français : Opération Walker
- Réalisation : Maggie Greenwald
- Production : Flagstaff Pictures, Hal Roach Studios
- Distribution : Disney Channel

## Distribution
- Lindsay Lohan (VF : Dorothée Pousséo) : Lexy
- Brenda Song (VF : Kelly Marot) : Jen
- Bug Hall (VF : Maël Davan-Soulas) : Jack Downey
- Ian Gomez (VF : Denis Boileau) : Mr. Walker
- Ali Mukaddam (VF : Taric Mehani) : Gabe
- Dan Lett (VF : François Berland) : Frank Gold
- Amanda Plummer (VF : Clara Borras) : Miss Dawson